# 神奈川大学アトムズ
神奈川大学体育会アメリカンフットボール部（かながわだいがくたいいくかいアメリカンフットボールぶ、英語: Kanagawa Univ. American Football Team）は、神奈川大学体育会に所属するアメリカンフットボールチームである。愛称は神奈川大学アトムズ（かながわだいがくアトムズ、英語: KU Atoms）。
関東学生アメリカンフットボール連盟関東大学リーグ1部BIG8に名を連ねたこともある、または2部、3部リーグ所属。チームカラーはホワイト、ブルー（グリーンから変更）。

## 歴史
1974年創部。比較的結成は新しいが2005年には関東大学リーグに1部昇格を果たし活躍し、社会人選手も輩出している。チーム名の「アトム」とは物理学、科学の原子。真の学生スポーツを目指しながら、可能性を最大限に伸ばすことをチーム理念としている。

## 活動拠点
- 神奈川県横浜市神奈川区六角橋3-27-1神奈川大学横浜キャンパス
  - 23号館前　グラウンド

## 特徴
堅守からの速攻が伝統となっている。2013年10月13日対一橋大学クリムゾン戦での中本裕樹→田中裕二の約60yardのロングパスに見られるディフェンシブライン(DL)、ラインバッカー(LB)、ディフェンシブバック(DB)、クォーターバック(Quarterback, QB)などから繰り出されるロングパスの「カウンター」等が武器である。

## 主な戦績

### 新加盟リーグ
- 1978年 加盟
- 1979年 優勝
- 1980年 優勝

### 関東選手権
- 1979年 一回戦対中央大学
- 1980年 一回戦対日本体育大学

### 関東大学リーグ
- 1981年 関東大学リーグ発足　2部配属
- 1989年 3部降格
- 1990年 2部復帰
- 1996年 エリアリーグ配属
- 1997年 2部復帰
- 2005年 2部リーグを「心・信・真」のスローガンで戦う 1部リーグ昇格2005年11月26日リーグ最終戦帝京大学21-28神奈川大学[5]
- 2006年 1部リーグ　2部リーグ降格
- 2007年 2部リーグBブロック
- 2008年 2部リーグAブロック
- 2009年 2部リーグBブロック　I部II部入替戦2009年12月20日帝京大学7-8神奈川大学1部リーグ復帰
- 2010年 1部リーグAブロック
- 2011年 1部リーグBブロック　I部II部入替戦2011年12月11日明治学院大学7-14神奈川大学残留
- 2012年 1部リーグAブロック　I部II部入替戦2012年12月8日東京学芸大学12-43神奈川大学残留
- 2013年 1部リーグAブロック[6]
- 2014年 1部 リーグ（BIG8）　傷害事件により秋公式戦出場辞退最下位、入替戦も辞退　2部降格
- 2015年 2部リーグBブロック
- 2016年 2部リーグAブロック[7]
- 2017年 2部リーグBブロック[8]
- 2018年 2部リーグBブロック[9]
- 2019年 1部リーグBIG8復帰

## 定期戦・交流戦
- 川崎シリーズ（川崎ボウル・サンフラワーボウル-川崎インビテーション）- 川崎市アメリカンフットボール協会主催　毎年4～5月
  - 2015川崎インビテーション 拓殖大学ラトルスネークスvs神奈川大学アトムズ
  - 2015川崎ボウル　東京工業大学Vs神奈川大学アトムズ
  - 2017サンフラワーボウル 国士舘大学ライナセロス vs 神奈川大学アトムズ

## 関連人物

### 役員・監督・コーチ・スタッフ
- 部長　山本雄一郎
- 副部長　沖田智大
- コーディネータ　坂上玲美
- 監督・ヘッドコーチ　輪島章司
- オフェンスコーチ　後田政司 / 須賀将人 / 水谷隆夫 / 春田崇博
- ディフェンスコーチ　新潟剛久 /  山田健太 / 菅野雅 / 福島和敏

### 選手
- 皆川大 - 神奈川大学アトムズOB。ポジションはQB。卒業後の2000年4月、ハリケーンズに入団した。
- 龍村学  - 神奈川大学アトムズOB。ポジションはQB。2003年法卒、オービックシーガルズに加入しパールボウル優勝、リーグ優勝、社会人王者、ライスボウルと四冠達成。
- 長尾健 - 2006年LB 2005年一部リーグ昇格を達成[10]
- 川村亮 - 神奈川大学アトムズOB。格闘技パンクラスに転向。
- 澤野賢 - 2009年主将、12月20日帝京大学アサシンズとの入れ替え戦の一戦で一部昇格を決める[11]
- 藤井 - 2010年主将MG
- 三井 - 2011年主将
- 吉田健人 - 2012年主将DL
- 中本裕樹 - 2013年副主将。10月13日対一橋大学クリムゾン戦での約60yard超ロングパス＆1yard決勝タッチダウン。
- 田中裕二 - 2013年主将。10月13日対一橋大学クリムゾン戦での約60yardパスを受けるロングラン。
- 藤本勇仁 - 2013年キッカー
- 高柳総一郎 - 2013年
- 佐藤拓 - 2015年主将
- 梅垣光理 - 2017年主将
- 澤田佑輔 - 2018年主将